# Guy Coëme
Guy Coëme (Bettenhoven, 21 augustus 1946) is een voormalig Franstalig Belgisch politicus voor de Parti Socialiste (PS).

## Levensloop
Coëme behaalde in 1968 een licentiaat politieke wetenschappen aan de universiteit van Luik en sloot zich vroeg aan bij de socialistische beweging, waarin hij snel opklom. Hij zou zijn hele carrière in de partij gelden als deskundige en loyale partijfunctionaris. Zijn carrière begon hij als een beschermeling van Edmond Leburton. Van 1970 tot 1974 was hij als attaché verbonden aan het politiek bureau van de toenmalige PSB. 
In 1970 werd Coëme verkozen tot gemeenteraadslid van Borgworm, waar hij van 1971 tot 1974 schepen was, bevoegd voor Jeugd, Cultuur en de Derde Leeftijd. Ook in 1971 werd hij verkozen tot provincieraadslid van Luik, hetgeen hij zou blijven tot in 1981. Van 1974 tot 1981 was hij lid van de bestendige deputatie van Luik met onderwijs onder zijn bevoegdheid. Hierdoor moest hij ontslag nemen als gemeenteraadslid en schepen van Borgworm. In dezelfde periode was hij van 1975 tot 1980 lid van de Gewestelijke Economische Raad voor Walloniê en van 1979 tot 1980 beheerder van de Waalse Investeringsmaatschappij SRIW, waarvan hij een van de medeoprichters was. Eveneens werd hij in 1978 voorzitter van de Maatschappij voor de Gewestelijke Ontwikkeling van Walloniê.
In februari 1981 werd Coëme actief in de nationale politiek toen hij door PS-voorzitter Guy Spitaels aangesteld werd tot staatssecretaris voor het Waals gewest, eerst in de Regering-Martens IV, daarna in de Regering-M. Eyskens. Hij bleef staatssecretaris tot in december 1981. Bij de verkiezingen van november 1981 werd hij verkozen tot lid van de Kamer van volksvertegenwoordigers voor het arrondissement Hoei-Borgworm, waar hij uitgroeide tot een bijzonder populair politicus die bij verkiezingen tussen 1988 en 1995 grote aantallen voorkeurstemmen haalde. Hij bleef volksvertegenwoordiger tot in 1996. Door het toen bestaande dubbelmandaat zetelde hij tussen 1981 en 1995 ook in de Franse Gemeenschapsraad en de Waalse Gewestraad.
In 1982 werd Coëme opnieuw verkozen in de gemeenteraad van Borgworm en begin 1983 werd hij er terug schepen. In 1987 volgde hij Edmond Leburton op als burgemeester, wat hij zou blijven tot in 1996. Ook was Coëme van 1983 tot 1988 binnen de PS vicepartijvoorzitter en voorzitter van het permanente comité van Waalse federaties binnen de PS. In februari 1988 werd hij minister-president van de Waalse Regering, wat hij slechts enkele maanden bleef.
Toen de PS in mei 1988 opnieuw in de federale regering stapte, werd Coëme minister van Defensie in de regeringen-Martens VIII en -IX. Tijdens zijn ministerschap pleitte hij voor een inkrimping van het leger en in 1988 verzette hij zich tegen de modernisering van de NAVO-kernwapens. Bij de Eerste Golfoorlog in 1991 leverde België munitie en ondersteuning aan Frankrijk en Groot-Brittannië. In 1990 ondertekende en bekrachtigde hij samen met 14 andere regeringsleiders een van de meest liberale abortuswetgevingen ter wereld.
In de regering-Dehaene I promoveerde Coëme in maart 1992 tot vicepremier en minister van Verkeer en Overheidsbedrijven. Tijdens zijn mandaat werden een aantal overheidsbedrijven hervormd tot autonoom overheidsbedrijf, zoals de NMBS, De Post en Belgacom, wat hun privatisering later in de jaren 90 en 2000 voorbereidde.

## Gerechtelijke problemen
Eind 1993 kwam Coëme onder grote druk te staan door het gerechtelijk onderzoek naar het Agustaschandaal en vroeg het gerecht om de opheffing van zijn parlementaire onschendbaarheid. In januari 1994 nam Coëme ontslag uit de regering en werd hij opgevolgd door Elio Di Rupo. Kort daarna kwamen ook beschuldigingen in de UNIOP-affaire boven water. Niettemin behaalde hij hoge stemmenaantallen bij de gemeenteraadsverkiezingen in 1994 en de parlementsverkiezingen in 1995.
In april 1996 werd Coëme in het UNIOP-proces voor het Hof van Cassatie veroordeeld voor corruptie tot twee jaar voorwaardelijk, het verlies van zijn politieke en burgerrechten voor vijf jaar en een boete van 60.000 BEF. Dit betekende het voorlopige einde van zijn politieke carrière. Merkwaardig waren de publieke steunbetuigingen die Coëme kreeg van PS-kopstukken als Philippe Moureaux, Claude Eerdekens, José Happart en Philippe Busquin, die hem prezen als voorbeeldig politicus die een dergelijke veroordeling niet verdiend had.
In december 1998 kwam het echter tot een tweede veroordeling, deze keer in de Agusta-Dassaultaffaire, voor passieve corruptie bij de aankoop van legerhelikopters door het Belgisch leger tijdens zijn ministerschap eind jaren 80. Hij kreeg opnieuw twee jaar voorwaardelijk en verloor zijn politieke rechten voor vijf jaar. Doordat in België bij een meervoudige veroordeling enkel de zwaarste straf geldt, betekende dit voor Coëme nauwelijks een verandering door zijn eerdere veroordeling in de UNIOP-affaire.  Voor het Europees Hof voor de Rechten van de Mens kreeg hij een zekere genoegdoening, doordat het hof aanvaardde dat de strafprocedures voor het Hof van Cassatie niet geheel duidelijk waren.
Na zijn veroordeling was Coëme gewoon partijlid van de PS, maar kreeg hij een bestuursmandaat bij de Association de Promotion des Intercommunales Liégeoises (April), een vereniging van Luikse intercommunales, waar hij van 1997 tot 2007 gedelegeerd bestuurder was. Daarnaast richtte hij ook een vennootschap op, Canyon Consulting.

## Hernieuwde carrière
Toen Coëme in april 2001 zijn politieke rechten herwonnen had, werd hij opnieuw lid van het partijbureau van de PS. Bij de federale parlementsverkiezingen van 2003 kreeg Coëme initieel de derde plaats op de Kamerlijst in het arrondissement Luik toegewezen, maar er rees enige twijfel over zijn verkiesbaarheid omdat niet duidelijk was of het verlies van zijn politieke rechten inging bij de veroordeling tot een voorwaardelijke celstraf of pas na het verstrijken van de voorwaardelijke veroordeling. Hierdoor besloot hij uiteindelijk zijn kandidatuur voor de verkiezingen terug te trekken. Met enkele paragrafen in de Programmawet van 2003 werd deze onduidelijkheid in Coëmes geval weggewerkt, door te bepalen dat het verlies van de politieke rechten ingaat bij de voorwaardelijke straf, ook voor op dat ogenblik reeds veroordeelde personen.
Bij de deelstaatverkiezingen van 2004 was Coëme eerste opvolger op de lijst van de PS in het arrondissement Hoei-Borgworm en behaalde hij meer dan 20.000 voorkeurstemmen. Bij de gemeenteraadsverkiezingen in 2006 behaalde hij als lijsttrekker in Borgworm opnieuw een groot aantal voorkeurstemmen en zijn partij de absolute meerderheid en van 2006 tot 2012 was hij er opnieuw burgemeester. Daarmee verkreeg voor het eerst in de geschiedenis van België een voor corruptie veroordeeld minister opnieuw een uitvoerend politiek mandaat.
Bij de federale parlementsverkiezingen van juni 2007 raakte Guy Coëme opnieuw verkozen in de Kamer van volksvertegenwoordigers, voor het eerst opnieuw sinds zijn veroordeling, met bijna 30.000 voorkeurstemmen in de kieskring Luik. In juni 2009 kwam Coëme weer even in het nieuws doordat bekendraakte dat hij aan een vzw, verbonden met de intercommunale waarvoor hij vroeger gewerkt heeft, 60.000 euro gefactureerd had voor consultancyopdrachten. Niettemin raakte hij bij de federale verkiezingen van 13 juni 2010 herverkozen, zij het deze keer met circa 20.000 voorkeurstemmen.
In 2012 besloot Coëme om de politiek te verlaten. In de Kamer werd hij opgevolgd door Christophe Lacroix, als burgemeester door Jacques Chabot.

## Citaat
- "Je reviendrai." ('Ik kom terug.')

21 januari 1994, bij zijn ontslag uit de federale regering na beschuldigingen in de Agusta-affaire.